# Проспект Мира (Минск)
Проспект Мира (бел. Праспект Міру) — строящийся проспект в Минске, расположенный в Октябрьском районе. Является продолжением улицы Жуковского и проходит через строящийся многофункциональный район «Минск Мир».
Название проспекта было утверждено Минским городским Советом депутатов 15 сентября 2017 года.

## Описание
Проспект Мира — строящаяся магистраль в многофункциональном районе «Минск Мир», на месте которого раньше располагался аэропорт «Минск-1». Улица начинается на перекрёстке с улицей Аэродромная и продолжает улицу Жуковского. Заканчивается проспект сливаясь с улицей Лейтенанта Кижеватова.
В будущем проспект Мира будет играть важную роль в транспортном сообщении города. Для этого предусмотрено наличие 4 полос для движения в каждом направлении, в том числе выделенная полоса для общественного транспорта.
Проспект Мира, являясь самой широкой улицей комплекса «Minsk World», соединяет северную и южную часть комплекса и проходит вдоль кварталов «Эмиратс», «Чемпионов», «Центральная Европа» и «Северная Европа».
Здесь же будет расположен Международный финансовый центр (пять небоскрёбов) и торговый центр «Mara Mall».

## Транспорт
Под проспектом будет проходит Зеленолужская линия Минского метрополитена. Здесь же строится станция метро «Аэродромная» третьей ветки метро. В будущем здесь также появится станция метро «Проспект Мира» проектируемой Кольцевой линии, которая будет иметь пересадку на «Аэродромную».

### Перекрёстки
- Проспект Мира, улица Аэродромная и улица Жуковского
- Проспект Мира, улица Николы Теслы
- Проспект Мира, улица Игоря Лученка
- Проспект Мира, улица Михаила Савицкого
- Проспект Мира, улица Лейтенанта Кижеватова.